# Histograma de colors

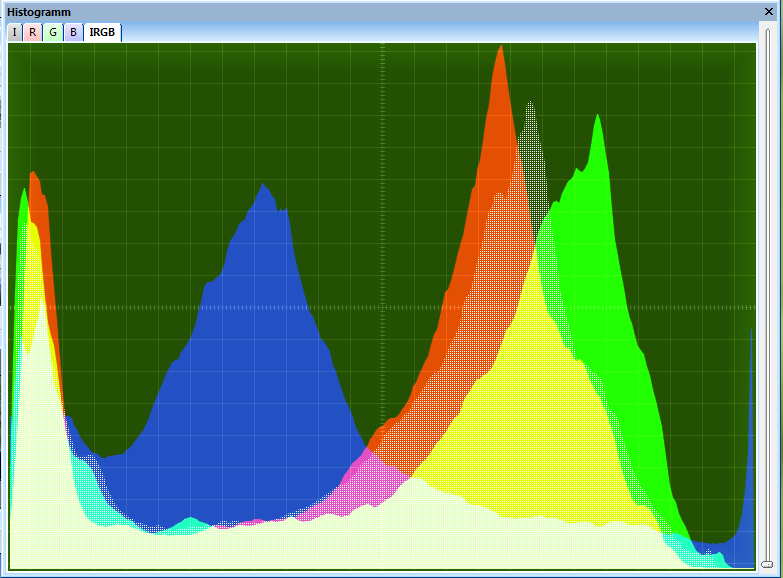
Histograma de colors de la imatge de sota

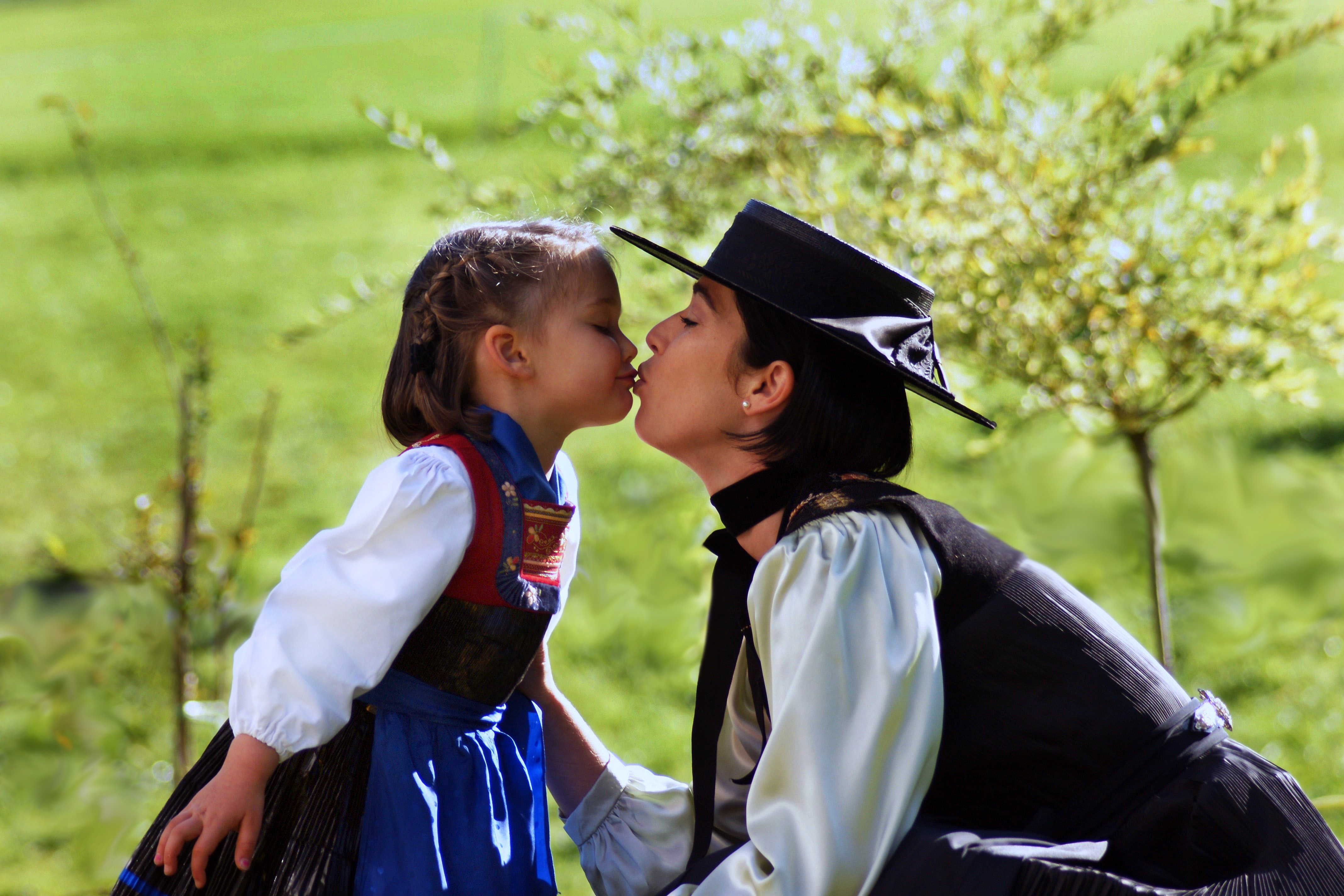

En el processament d'imatges i la fotografia, un histograma de colors és una representació de la distribució dels colors en una imatge. Per a les imatges digitals, un histograma de color representa el nombre de píxels que tenen colors en una llista fixa d'intervals de colors, que abasten l'espai de color de la imatge, el conjunt de tots els colors possibles.
L'histograma de colors es pot construir per a qualsevol tipus d'espai de colors, tot i que el terme s'utilitza més sovint per a espais tridimensionals com RGB o HSV. Per a imatges monocromàtiques, es pot utilitzar el terme histograma d'intensitats. Per a les imatges multi-espectrals, on cada píxel està representat per un nombre arbitrari de mesures (per exemple, més enllà de les tres mesures en RGB), l'histograma de color és N-dimensional, sent N el nombre de mesures preses. Cada mesura té el seu propi rang de longituds d'ona de l'espectre de llum, alguns dels quals poden estar fora de l'espectre visible.
Si el conjunt de valors de colors possibles és prou reduït, cadascun d'aquests colors es pot col·locar per separat en un rang; llavors l'histograma és només el recompte de píxels que té per cada color possible. Molt sovint, l'espai es divideix en un nombre adequat d'intervals, sovint disposats com una quadrícula normal, cadascun contenint molts valors de colors similars. L'histograma de colors també es pot representar i mostrar com una funció suau definida sobre l'espai de colors que s'aproxima al recompte de píxels.
Igual que altres tipus d'histogrames, l'histograma de colors és una estadística que es pot veure com una aproximació d'una distribució contínua subjacent dels valors de colors.